# Primulales
Ordre
Classification APG II (2003)
Classification APG III (2009)
Les Primulales sont un ordre de plantes dicotylédones.
En classification classique de Cronquist (1981) il comprend trois familles :
- Myrsinacées
- Primulacées (famille de la primevère)
- Théophrastacées

En classification phylogénétique APG II (2003) et classification phylogénétique APG III (2009) cet ordre n'existe pas et ces trois familles font maintenant partie de l'ordre des Ericales.